# Jules Haeck
Jules Haeck (Croix (Frankrijk), 1 september 1894 - Enschede, oktober 1944) was een Nederlandse verzetsstrijder tijdens de Tweede Wereldoorlog.
Haeck was groenteventer te Hengelo en lid van het verzet. Hij redde vele geallieerde piloten en zorgde voor onderduikadressen. Jules Haeck werd op 4 oktober 1944 's nachts bij zijn huis opgepakt en later op vliegveld Twente door de Duitsers doodgeschoten. De exacte datum van overlijden is onbekend. Op het grafmonument staat 7 oktober 1944, maar 16 oktober wordt ook genoemd.
Na de oorlog kreeg Haeck postuum vele onderscheidingen; de Bronzen Leeuw bij Koninklijk Besluit van 16 augustus 1952, het Verzetsherdenkingskruis, en van de Amerikaanse regering de Medal of Freedom with Silver Palm te Den Haag op 16 augustus 1952.
In Hengelo werd de Jules Haeckstraat naar hem vernoemd en zijn lichaam werd herbegraven van gemeentewege in 1947, aan het begraaf- en gedenkpark aan de Oldenzaalsestraat.